# Ghána az 1984. évi nyári olimpiai játékokon
Ghána az egyesült államokbeli Los Angelesben megrendezett 1984. évi nyári olimpiai játékok egyik részt vevő nemzete volt. Az országot az olimpián 2 sportágban 21 sportoló képviselte, akik érmet nem szereztek. Ghána ekkor tért vissza a sportünnepre, miután bojkottálta az 1976-os és az 1980-as olimpiákat.

## Atlétika
Férfi
| Versenyző                                              | Versenyszám     | Előfutam | Előfutam | Előfutam | Negyeddöntő | Negyeddöntő | Negyeddöntő | Elődöntő | Elődöntő | Elődöntő | Döntő   | Döntő    |
| Versenyző                                              | Versenyszám     | Idő      | Hely.    | Össz.    | Idő         | Hely.       | Össz.       | Idő      | Hely.    | Össz.    | Idő     | Helyezés |
| ------------------------------------------------------ | --------------- | -------- | -------- | -------- | ----------- | ----------- | ----------- | -------- | -------- | -------- | ------- | -------- |
| Philip Attipoe                                         | 100 m           | 10,60    | 5.       | 34.*     | 10,78       | 7.          | 38.         | kiesett  | kiesett  | kiesett  | kiesett | kiesett  |
| Collins Mensah                                         | 100 m           | 10,92    | 5.       | 61.*     | kiesett     | kiesett     | kiesett     | kiesett  | kiesett  | kiesett  | kiesett | kiesett  |
| James Idun                                             | 200 m           | 22,55    | 7.       | 67.      | kiesett     | kiesett     | kiesett     | kiesett  | kiesett  | kiesett  | kiesett | kiesett  |
| Charles Moses                                          | 400 m           | 50,39    | 7.       | 73.      | kiesett     | kiesett     | kiesett     | kiesett  | kiesett  | kiesett  | kiesett | kiesett  |
| William Amakye                                         | 800 m           | 1:54,80  | 6.       | 57.      | kiesett     | kiesett     | kiesett     | kiesett  | kiesett  | kiesett  | kiesett | kiesett  |
| Philip Attipoe Makarios Djan Collins Mensah Rex Brobby | 4 × 100 m váltó | 40,20    | 5.       | 11.      |             |             |             | 40,19    | 5.       | 12.      | kiesett | kiesett  |

| Versenyző     | Versenyszám | Selejtező | Selejtező | Döntő    | Döntő    |
| Versenyző     | Versenyszám | Eredmény  | Helyezés  | Eredmény | Helyezés |
| ------------- | ----------- | --------- | --------- | -------- | -------- |
| Francis DoDoo | Hármasugrás | 15,55 m   | 23.       | kiesett  | kiesett  |

Női
| Versenyző                                            | Versenyszám     | Előfutam | Előfutam | Előfutam | Negyeddöntő | Negyeddöntő | Negyeddöntő | Elődöntő | Elődöntő | Elődöntő | Döntő   | Döntő    |
| Versenyző                                            | Versenyszám     | Idő      | Hely.    | Össz.    | Idő         | Hely.       | Össz.       | Idő      | Hely.    | Össz.    | Idő     | Helyezés |
| ---------------------------------------------------- | --------------- | -------- | -------- | -------- | ----------- | ----------- | ----------- | -------- | -------- | -------- | ------- | -------- |
| Doris Wiredu                                         | 100 m           | 11,85    | 6.       | 25.*     | 12,00       | 7.          | 25.         | kiesett  | kiesett  | kiesett  | kiesett | kiesett  |
| Mercy Addy                                           | 400 m           | 58,91    | 7.       | 27.      |             |             |             | kiesett  | kiesett  | kiesett  | kiesett | kiesett  |
| Grace Bakari                                         | 800 m           | 2:14,50  | 6.       | 24.      |             |             |             | kiesett  | kiesett  | kiesett  | kiesett | kiesett  |
| Grace Armah Mary Mensah Cynthia Quartey Doris Wiredu | 4 × 100 m váltó | 45,20    | 5.       | 9.       |             |             |             |          |          |          | kiesett | kiesett  |
| Martha Appiah Mercy Addy Mary Mensah Grace Bakari    | 4 × 400 m váltó | 3:40,38  | 5.       | 10.      |             |             |             |          |          |          | kiesett | kiesett  |

* - egy másik versenyzővel azonos eredményt ért el

## Ökölvívás
| Versenyző          | Versenyszám   | Selejtező         | 32-es főtábla                 | Nyolcaddöntő                      | Negyeddöntő       | Elődöntő          | Döntő             | Helyezés |
| Versenyző          | Versenyszám   | Ellenfél Eredmény | Ellenfél Eredmény             | Ellenfél Eredmény                 | Ellenfél Eredmény | Ellenfél Eredmény | Ellenfél Eredmény | Helyezés |
| ------------------ | ------------- | ----------------- | ----------------------------- | --------------------------------- | ----------------- | ----------------- | ----------------- | -------- |
| Michael Ebo Dankwa | Papírsúly     |                   | Yehuda Ben Haim (ISR) · 1:4   | kiesett                           | kiesett           | kiesett           | kiesett           | 17.      |
| Amon Neequaye      | Harmatsúly    | erőnyerő          | Ndaba Dube (ZIM) · 0:5        | kiesett                           | kiesett           | kiesett           | kiesett           | 17.      |
| Christian Kpakpo   | Pehelysúly    | erőnyerő          | John Wanjau (KEN) · 0:5       | kiesett                           | kiesett           | kiesett           | kiesett           | 17.      |
| Douglas Odame      | Könnyűsúly    | erőnyerő          | Dieudonné Kossi (CAF) · RSC   | José Antonio Hernándo (ESP) · 0:5 | kiesett           | kiesett           | kiesett           | 9.       |
| Sullemana Sadik    | Nagyváltósúly | erőnyerő          | Christophe Tiozzo (FRA) · 0:5 | kiesett                           | kiesett           | kiesett           | kiesett           | 17.      |
| Taju Akay          | Félnehézsúly  |                   | Evander Holyfield (USA) · RSC | kiesett                           | kiesett           | kiesett           | kiesett           | 17.      |

RSC – a mérkőzésvezető megállította a mérkőzést